# Akademie der Künste

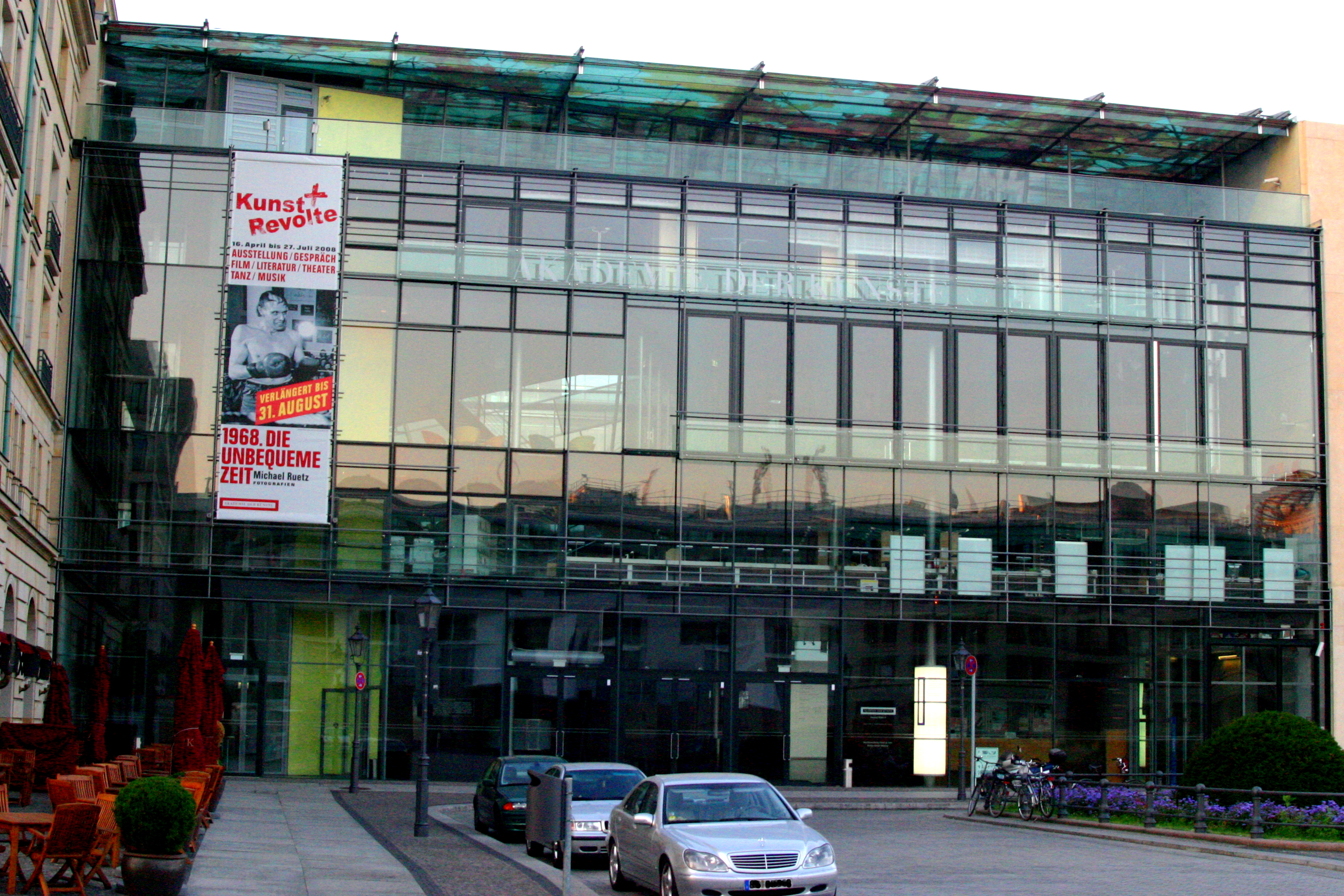
Akademie der Künste (Pariser Platz, Berlin)

Akademie der Künste (berlińska Akademia Sztuk, Akademia Sztuk w Berlinie) – wspierająca rozwój sztuk organizacja mająca siedzibę w Berlinie w Niemczech. Jej prezydentem jest Jeanine Meerapfel.

## Historia
Początki akademii sięgają 1696, kiedy to Fryderyk III Brandenburski (elektor Rzeszy) założył Akademię Sztuki Malarskiej, Rzeźbiarskiej i Budowlanej (niem. Academie der Mahl-, Bild- und Baukunst) (1696–1704). Od początku akademia funkcjonowała jako rządowa rada sztuki. W latach 1797–1801 dyrektorem akademii był Daniel Chodowiecki. Jej nazwa często zmieniała się na przestrzeni wieków, między innymi w latach 1926–1945 była to Pruska Akademia Sztuk Pięknych (Preußische Akademie der Künste). W 1931 r. wyodrębniono część naukową, która później weszła w skład dzisiejszego Berlińskiego Uniwersytetu Sztuk Pięknych (Universität der Künste Berlin).
Po II wojnie światowej powstały dwie akademie – wschodnia (Deutsche Akademie der Künste) i zachodnia (Akademie der Künste in Berlin) – z których 1 października 1993 utworzono Akademie der Künste.

## Cele
Cele określone w ustawie o Akademie der Künste:

- reprezentowanie Niemiec w zakresie sztuki i kultury
- propagowanie sztuki w społeczeństwie
- oddziaływanie o zasięgu międzynarodowym
- wspieranie narodowego rozwoju kultury
- ochrona narodowego dziedzictwa kulturowego
- doradztwo instytucjom niemieckim w zakresie sztuki i kultury.

## Działy
- Sztuka
- Architektura
- Muzyka
- Literatura
- Sztuki Wizualne
- Film

## Nagrody i odznaczenia
- Nagroda Sztuki Berlina(inne języki)
- Nagroda Käthe Kollwitz(inne języki)
- Nagroda Heinricha Manna
- Nagroda Konrada Wolfa(inne języki)
- Nagroda Alfreda Döblina
- Nagroda Joany Marii Gorvin(inne języki)
- Nagroda Słuchowiskowa Akademie der Künste(inne języki)